# Ото II (Брауншвайг-Гьотинген)
Вижте пояснителната страница за други личности с името Ото II.
Ото II Едноокия (на немски: Otto II von Braunschweig-Göttingen, Otto Cocles, der Einäugige; * ок. 1380, † 1463) от род Велфи (Стар Дом Брауншвайг), е херцог на Брауншвайг-Люнебург и от 1394 до 1463 г. княз на Гьотинген.

## Живот
Той е единственият син на княз Ото I (1340 – 1394) и на Маргарета фон Берг (1364 – 1442), дъщеря на херцог Вилхем I фон Берг.  Баща му му оставя политическо слабо и финансово задължено княжество.
Ото II се жени ок. 1408 г. за Агнес фон Хесен (* 1391, † 16 януари 1471), дъщеря на ландграф Херман II „Учения“ фон Хесен (1341 – 1413) и втората му съпруга Маргарета от Хоенцолерн-Нюрнберг от Бургграфство Нюрнберг (1363 – 1406) от род Хоенцолерн. Той първо трябвало да се ожени за нейната сестра Елизабет (1388 – 1394), но тя умира малко преди сватбата.
Ото умира през 1463 г. и понеже няма мъжки наследник, княжеството Гьотинген отива към Каленберг на Вилхелм I и започва да се нарича Княжество Каленберг-Гьотинген.

## Деца
Ото II и Агнес имат две дъщери:
- Елизабет (умира рано)
- Магарета, омъжва се 1425 г. за херцог Хайнрих фон Шлезвиг